# Cat Scratch Fever (Lied)
Cat Scratch Fever ist das Titelstück aus dem gleichnamigen Album von Ted Nugent. Es wurde 1977 auch als Single veröffentlicht und damit der erste Hit des Sologitarristen.

## Entstehungshintergrund
Nach den beiden sehr erfolgreichen Alben Ted Nugent (1975) und Free-for-All (1976) arbeitete Tom Werman zum dritten Mal mit Ted Nugent zusammen. Als er bei einer Session zum Album zum ersten Mal den Titeltrack hörte, wusste er sofort, dass dies Nugents erste Single wird. Zwar waren Nugents erste Soloversuche nach der Trennung von The Amboy Dukes schon sehr erfolgreich, aber es fehlte an Hitmaterial, das den extrovertierten Gitarristen auf eine Stufe mit seinen bisherigen Headlinern Aerosmith und ZZ Top hieven würde. Mit dem eingängigen Cat Scratch Fever meinte man einen solchen Hit gefunden zu haben.
Nugent gab als Einflüsse das Rolling-Stones-Stück (I Can’t Get No) Satisfaction an, das er mit deren Lied Honky Tonk Women zu einem Riff kombinierte. Dabei experimentierte Nugent ebenfalls mit Rückkopplung, um einen besonderen Effekt zu erzeugen.
Cat Scratch Fever ist der englische Begriff für die Katzenkratzkrankheit. Nugent übernahm den Titel von einem Medizinbuch, das seiner damaligen Frau, einer Antiquitätenhändlerin, gehörte. Nugent, der damals wie heute ein kontroverses Image pflegte, war bekannt dafür, ein fanatischer Jäger zu sein und Katzen auf seinem Grundstück zu erschießen, so dass ihm dieser Titel passend erschien. Der Text selbst ist voller sexueller Anspielungen und Wortspiele mit „Pussy“, was im Englischen sowohl ein Kosename für ein Kätzchen, als auch für die weiblichen Geschlechtsorgane ist.
Bei den Aufnahmen gab es kontroverse Diskussionen darüber, ob Nugent oder Derek St. Holmes das Lied singen sollte. Nugent konnte sich schließlich durchsetzen.

## Veröffentlichung
Das Lied wurde 1977 zusammen mit dem Albumtrack Wang Dang Sweet Poontang als Single veröffentlicht.
Es platzierte sich auf Platz 30 der US-amerikanischen Billboard Hot 100. Das Stück kam am 13. August 1977 in die amerikanischen Charts, wo es sich über 11 Wochen halten konnte und bis auf Platz 30 stieg. Die fünfminütige Liveversion vom Album Double Live Gonzo ist ebenfalls sehr bekannt und einer der Gründe für den Erfolg des Livealbums.
Cat Scratch Fever ist damit eines der bekanntesten Lieder von Nugent und seine höchste Chartplatzierung in den US-amerikanischen Billboard Hot 100.

## Coverversionen
Eine der bekanntesten Coverversionen stammt aus dem 1992 erschienenen Album March ör Die von Motörhead, eine weitere Version von Pantera wurde 1999 für den Soundtrack zu Detroit Rock City (1999) aufgenommen. Nugent sagte in einem Interview, dass er die beiden bei Heavy-Metal-Fans beliebten Versionen nie mochte. Er hatte sich zwar sowohl bei Lemmy Kilmister wie auch den Mitgliedern von Pantera bedankt, sie jedoch zu gleich abwertend als „kaukasisch“ beschrieben. Zudem fand er die Motörhead-Version „nicht sexy genug“. Lemmy von Motörhead sagte in einem Interview, dass der Song „einfach gut“ sei und seiner Ansicht nach die Version seiner Band „locker aus dem Ring“ schlage.
Die Motörhead-Version wurde wie die meisten Lieder des Albums March ör Die eingespielt von Phil Campbell, Michael Burston als Gitarristen, Tommy Aldridge als Schlagzeuger und Lemmy Kilmister am Bass und für den Gesang. Aldridge wurde als Ersatz für Phil Taylor eingesetzt, der während der Aufnahmen zum Album von der Band gefeuert wurde. Er selbst wurde von Mikkey Dee ersetzt, der ab 1992 offizieller Schlagzeuger der Band wurde. Aufgenommen wurde es zusammen mit den anderen Songs des Albums in den Music Grinder Studios in Hollywood, Kalifornien, und produziert wurden die Aufnahmen von Peter Solley.
Darüber hinaus wurde der Song 1991 von Fudge Tunnel für das Album Hate Songs in E Minor, 1992 von Nitro für Nitro II: H.W.D.W.S. und 2002 von Hayseed Dixie für A Hillbilly Tribute to Mountain Love gecovert. Weitere Versionen stammen unter anderen von Chris von Rohr (1987), Gluecifer (1997), The Moog Cookbook (1997) und John Corabi (2001).

## Belege
1. 1 2 3 4  Gary Graff: Liner Notes. In: Cat Scratch Fever. Sony Music Entertainment, 1999.
2. 1 2  
Ted Nugent – Cat Scratch Fever. chartsurfer.de; abgerufen am 24. Juni 2022.
3. ↑  Ted Nugent. Billboard.com, abgerufen am 23. Oktober 2012.
4. 1 2  Cat Scratch fever (song) bei AllMusic (englisch). Abgerufen am 23. Oktober 2012.
5. 1 2  Götz Kühnemund: Seziertisch: Ted Nugent. In: Rock Hard. Nr. 306, November 2012, S. 74–75.
6. ↑  Ted Nugent Reflects On Lemmy Kilmister Covering His Song ‘Cat Scratch Fever’ - Rock Celebrities. rockcelebrities.net, 1. Mai 2022, abgerufen am 24. Juni 2022 (amerikanisches Englisch).
7. ↑  Motörhead-Review: March ör Die (1992). Metal Hammer, 18. September 2020, abgerufen am 24. Juni 2022.
8. ↑  
Motörhead – March ör Die bei Discogs; abgerufen am 24. Juni 2022.
9. 1 2  
Cat Scratch Fever. cover.info; abgerufen am 24. Juni 2022.